# Capparis grandiflora
Capparis grandiflora är en kaprisväxtart som beskrevs av Joseph Dalton Hooker och Thomson. Capparis grandiflora ingår i släktet Capparis och familjen kaprisväxter. Inga underarter finns listade i Catalogue of Life.